# Nehoda metra v Římě (2006)
Nehoda metra v Římě v roce 2006 se udála dne 17. října 2006 v 9:37 místního času (07:37 UTC), kdy první vlak metra narazil do druhého vlaku, ze kterého vystupovali cestující ve stanici metra náměstí Piazza Vittorio Emanuele II (nebo Vittorio Emanuele) v centru města. Při nehodě zahynula 30letá Alessandra Lisi a dalších asi 145 lidí bylo zraněno, u desítek z nich došlo k život ohrožujícímu zranění.
Na celé Lince A římského metra byl okamžitě přerušen provoz a oblast nad stanicí, tj. náměstí Piazza Vittorio Emanuele II byla uzavřena policií a záchranáři postavili polní nemocnici, kde byly ošetřeny desítky lidí. Zranění byli postupně k dalšímu ošetření transportováni do různých římských nemocnic, nejvíce jich přijala nejbližší Complesso Ospedaliero San Giovanni - Addolorata.
Oficiální příčina nehody nebyla uvedena, úřady však uvedly, že příčinou nebyl teroristický útok. Několik cestujících uvedlo, že řidič jedoucího vlaku nezastavil na červenou a že vlak jel podivně již v předchozích stanicích. Bývalý řidič uvedl, že jedoucí vlak měl v minulosti na zkušebních jízdách problémy s brzdami.
Možné vysvětlení nehody může spočívat v nedorozumění mezi řidičem a dispečinkem, které mohlo povolit vlaku, aby přejel k "další stanici", tj. ke stanici uzavřené pro veřejnost (Manzoni), předcházející stanici Vittorio Emanuele, zatímco řidič tuto zprávu pochopil tak, že pokyn znamená přesun na další otevřenou stanici, tj. na stanici Vittorio Emanuele.